# Segezha Packaging
Segezha Packaging este o companie producătoare de ambalaje din hârtie, parte a grupului rus InvestLesProm Group.
InvestLesProm Group deține 15 fabrici producătoare de saci din hârtie în Europa, produce 1,3 miliarde de saci anual și are 1.500 de angajați.

## Segezha Packaging în România
Firma a fost infiintata in Decembrie 1999, cu denumirea de "Walki Sack".
Din Ianuarie 2001 s-a inceput transferul celor 7 fabrici finlandeze "Walki Sack" din Europa, catre firma suedeza "Korsnas", membra a grupului Kinevik. Titulatura firmei s-a schimbat in "Korsnas Packaging". Din 2004, firma si-a schimbat sediul si depozitul intr-o noua locatie, tot in Ploiesti, marindu-si totodata si capacitatea de productie.
Din iulie 2007, toate fabricile de saci "Korsnas Packaging" din Europa au fost preluate de catre "Segezha", membra a grupului ILP (InvestLesProm).
Segezha Packaging deține în România o fabrică la Ploiești, care a încheiat anul 2008 cu o cifră de afaceri de 11,3 milioane de euro.
Fabrica de saci din hârtie din Ploiești a fost înființată în anul 1999, ca sucursală a companiei finlandeze Walki Sack.
Începând din iulie 2007, filiala locală a companiei finlandeze a fost preluată, într-o tranzacție derulată la nivel internațional, de grupul rusesc de firme InvestLesProm Group, numele companiei fiind schimbat în Segezha Packaging.